# 利柏提 (伊利諾伊州薩林縣)
利柏提（英語：Liberty）是位於美國伊利諾伊州薩林縣的一個非建制地區。該地的面積和人口皆未知。

## 地理
利柏提的座標為37°43′12″N 88°34′18″W / 37.72000°N 88.57167°W，而該地的平均海拔高度為135米（即443英尺）。